# Bartolo da Sassoferrato
Bartolo da Sassoferrato (Sassoferrato, 1314 – Perugia, 13 luglio 1357) è stato un giurista italiano.
Discepolo di Raniero Arsendi da Forlì e di Cino da Pistoia, fu uno dei più insigni giuristi dell'Europa continentale del XIV secolo e il maggiore esponente di quella scuola giuridica che fu definita dei commentatori (o postglossatori). La venerazione delle successive generazioni di studenti del diritto è dimostrata dall'adagio: nemo bonus íurista nisi sit bartolista, "non  può essere un buon giurista chi non sia un bartolista" (cioè un seguace di Bartolo).

## Biografia

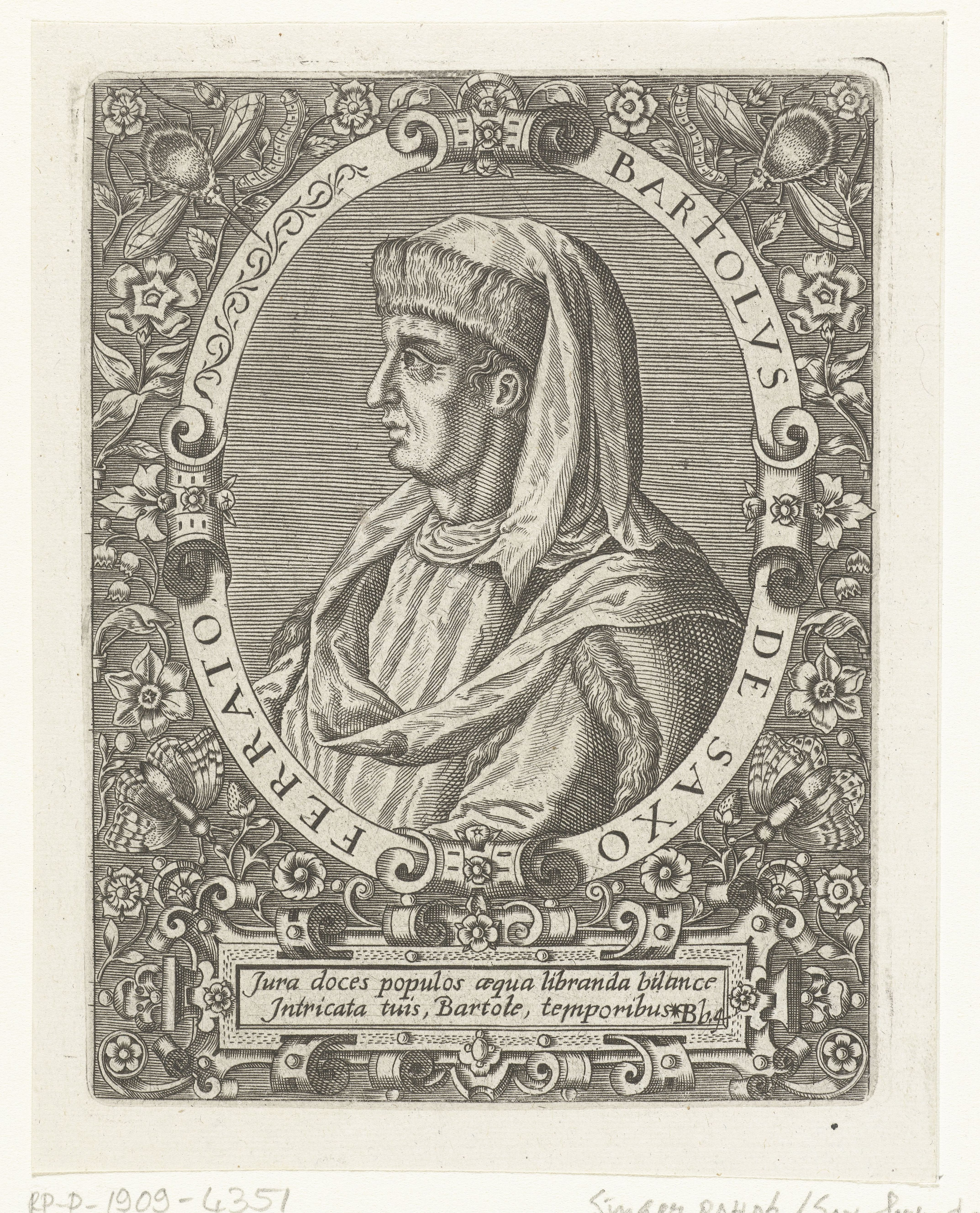
Bartolo da Sassoferrato, da: J.J. Boissard, Icones virorum illustrium doctrina & eruditione praestantium, Francoforte sul Meno, de Bry, 1597-1599.

Ritenuto tra i giuristi più importanti di tutti i tempi, Bartolo nacque nel 1314 a Rave di Venatura, villaggio nel territorio di Sassoferrato, nelle Marche, dove si conserva ancora la sua casa, restaurata in stile antico, che presenta una grande lapide commemorativa in onore di Bartolo. Notata la sua vivissima intelligenza, decenne, fu mandato dai genitori presso il convento di San Francesco di Sassoferrato, dove ebbe come maestro il frate minore Pietro da Assisi, che poi Bartolo a Perugia, durante le sue lezioni nel commento alla legge, QUIDAM CUM FILIO (132,D.45,I), ricorderà con riconoscente commozione. Fra Pietro in seguito si recò a Venezia, dove fondò Santa Maria della Pietà, una casa per accogliere  bambini abbandonati, ancora esistente, vicina a San Marco.

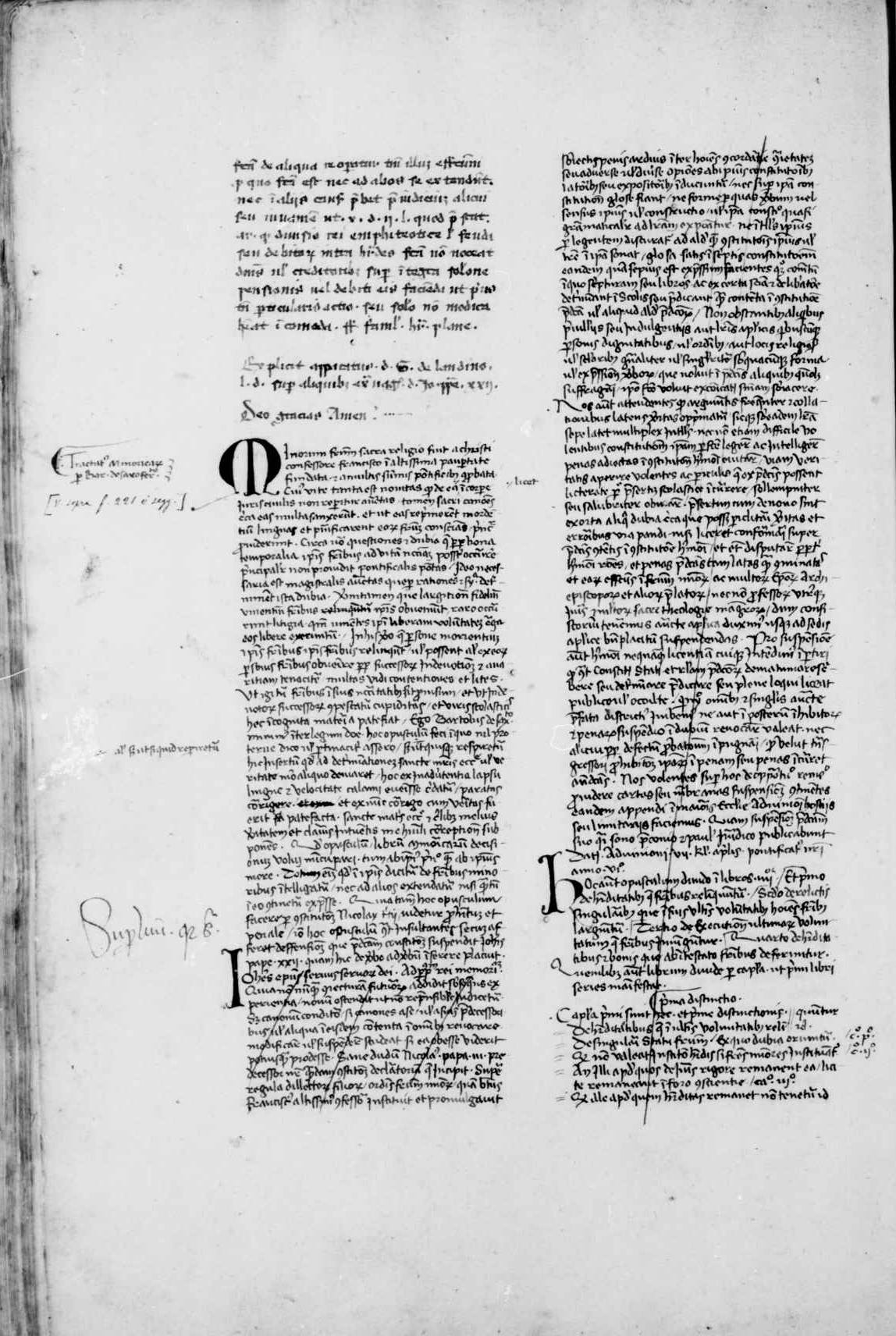
Tractatus minoritarum, manoscritto, XV secolo. Milano, Biblioteca Trivulziana, Nuove Acquisizioni, ms. 10.

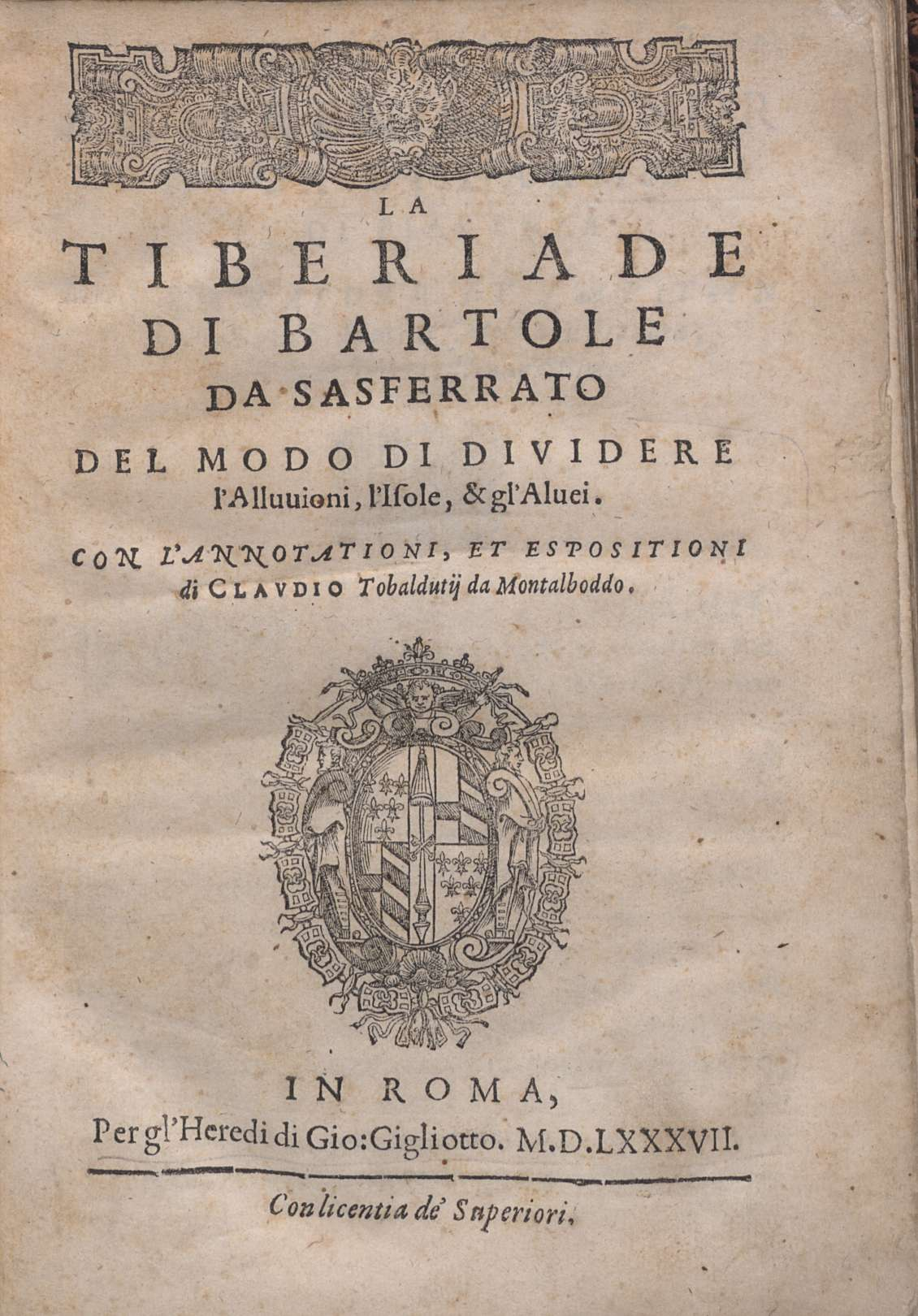
La Tiberiade di Bartole da Sasferrato del modo di diuidere l'alluuioni, l'isole, & gl'aluei (De fluminibus), edizione del 1587

Bartolo a 14 anni si trasferì per lo studio del diritto civile nelle università di Perugia e di Bologna, dove studiò con il maestro Iacopo Bottrigari. Il 10 novembre del 1334 nella chiesa di San Pietro conseguì la licentia docendi. 
Nel 1339 iniziò a tenere egli stesso delle lezioni di diritto a Pisa, quindi a Perugia, dove ottenne nel 1348 la cittadinanza onoraria. Nel 1355, l'imperatore Carlo IV lo nominò suo consiliarius, alla corte imperiale di Praga, dove per altro confluirono tanti italiani quali Petrarca, Cola di Rienzo, Giovanni de' Marignolli, Pietro della Rocca, Niccolò da Ferrara che costituirono, "sull'esempio del nostro, i primi lineamenti del futuro umanesimo tedesco"  precisamente nella cancelleria del vescovo Giovanni di Neumarkt. A Perugia ebbe come discepoli, tra gli altri, Baldo degli Ubaldi e i suoi fratelli Angelo e Pietro. Morì all'età di 43 anni.
A dispetto della sua breve vita, Bartolo ci ha lasciato uno straordinario numero di opere. Egli scrisse commentari su tutte le parti del Corpus iuris civilis. Scrisse anche numerosi trattati su materie specifiche. Tra questi il suo famoso libro sul diritto dei fiumi (De fluminibus seu Tyberiadis). Fu anche autore fecondo di pareri giuridici (si conoscono almeno 400 consilia) scritti su richiesta di privati.
Rilevantissime sono le sue concezioni giuridiche riguardanti i rapporti fra Chiesa e Impero, e col suo celebre trattato sulle rappresaglie si è imposto come uno dei fondatori del diritto internazionale privato col concetto di sovranità territoriale.
A Bartolo si deve l'introduzione di un gran numero di nuovi concetti giuridici che sono ormai divenuti parte della tradizione giuridica europea. In particolare nelle aree dei conflitti giurisdizionali - un campo di grande attualità nel XIV secolo in Italia - nella quale ciascuna città possedeva i propri statuti e le proprie consuetudini.

## Critiche
L'umanista e giureconsulto francese Jacques Cujas, noto nella tradizione italiana come Giacomo Cuiacio (Tolosa, 1522 - Bourges, 1590) rivolse forti critiche a Bartolo da Sassoferrato e ai suoi seguaci. Tali critiche s'inseriscono nell'ambito di una complessiva contestazione del mos Italicus, il tradizionale metodo didattico delle scuole di diritto italiane, in favore del mos Gallicus, quello della scuola di giurisprudenza cosiddetta culta o umanistica. Cuiacio fu sempre fautore di un approccio rigidamente filologico ai testi giustinianei tipico dello storico del diritto. Non mancarono critiche di ritorno, da parte soprattutto del già citato Alberico Gentili, verso un simile punto di vista puramente storico nei confronti del diritto romano, che all'epoca - in Italia e altrove - era ancora fonte pienamente vigente.

## Eredità culturale
Già celebre ai suoi tempi, Bartolo fu considerato dopo la morte lucerna iuris; monarcha iuris; in legibus ut terrestre numen. Dagli incunaboli napoletani alle giuntine di Venezia, le sue opere si diffusero in tutte le scuole di diritto europee, dove furono oggetto di studio al pari dei testi del diritto romano. Nel Quattrocento la sua fama crebbe a dismisura: fu chiamato "oracolo di Apollo" e "specchio del diritto"; alcuni storiografi dell'epoca lo accostarono a Omero, a Virgilio e a Cicerone. Un secolo più tardi, le Università di Bologna, Padova e Torino istituirono addirittura dei corsi su di lui. Una simile fama è ancora ineguagliata per un giurista post-romano.
Gli statuti spagnolo del 1427/1433 e portoghese del 1446 prevedevano che nei casi giurisprudenziali dubbi dovessero prevalere le opinioni di Bartolo - come già un millennio prima accadeva per i consulti di Papiniano - e ogni giudice dovesse necessariamente attenervisi. Anche in Inghilterra, dove il sistema bartolista non è applicabile, il giurista fu comunque tenuto in grande considerazione. La sua influenza è ravvisabile nelle opere di studiosi come Alberico Gentili e Richard Zouche.
Non sono mancate anche rielaborazioni artistiche della figura di Bartolo. Il suo nome è stato attribuito a molti personaggi di avvocati pedanti e "tromboni" della commedia dell'arte italiana. Gli esempi più clamorosi sono il «dottor Bartolo» del Barbiere di Siviglia di Gioachino Rossini e l'omonimo personaggio de Le nozze di Figaro di Wolfgang Amadeus Mozart.

## Intitolazioni
All'insigne giurista è intitolato l'«Istituto Internazionale di Studi Piceni», fondato a Sassoferrato nel 1955.

## Opere

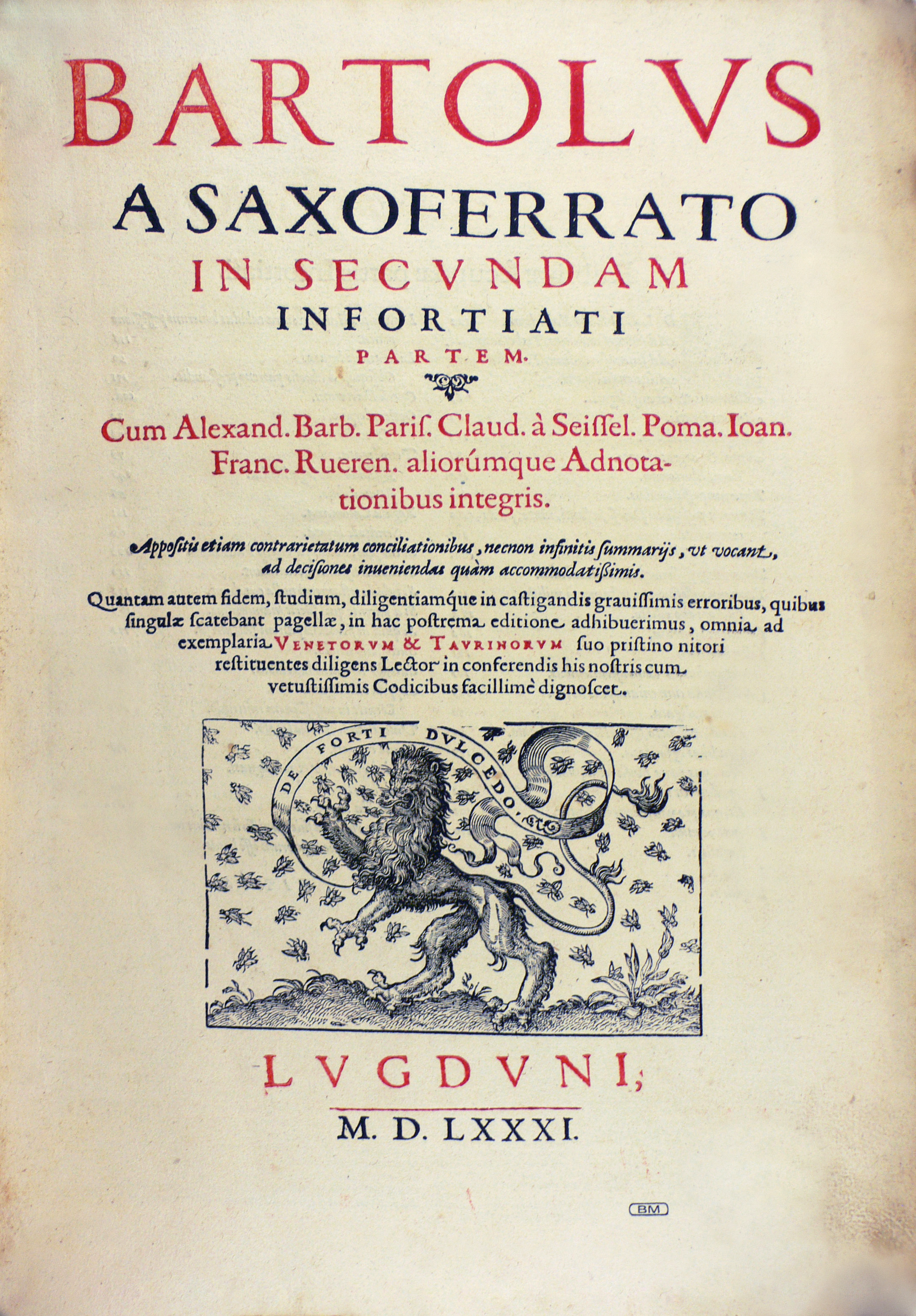
Opera omnia, 1581 (Fondazione Mansutti, Milano)

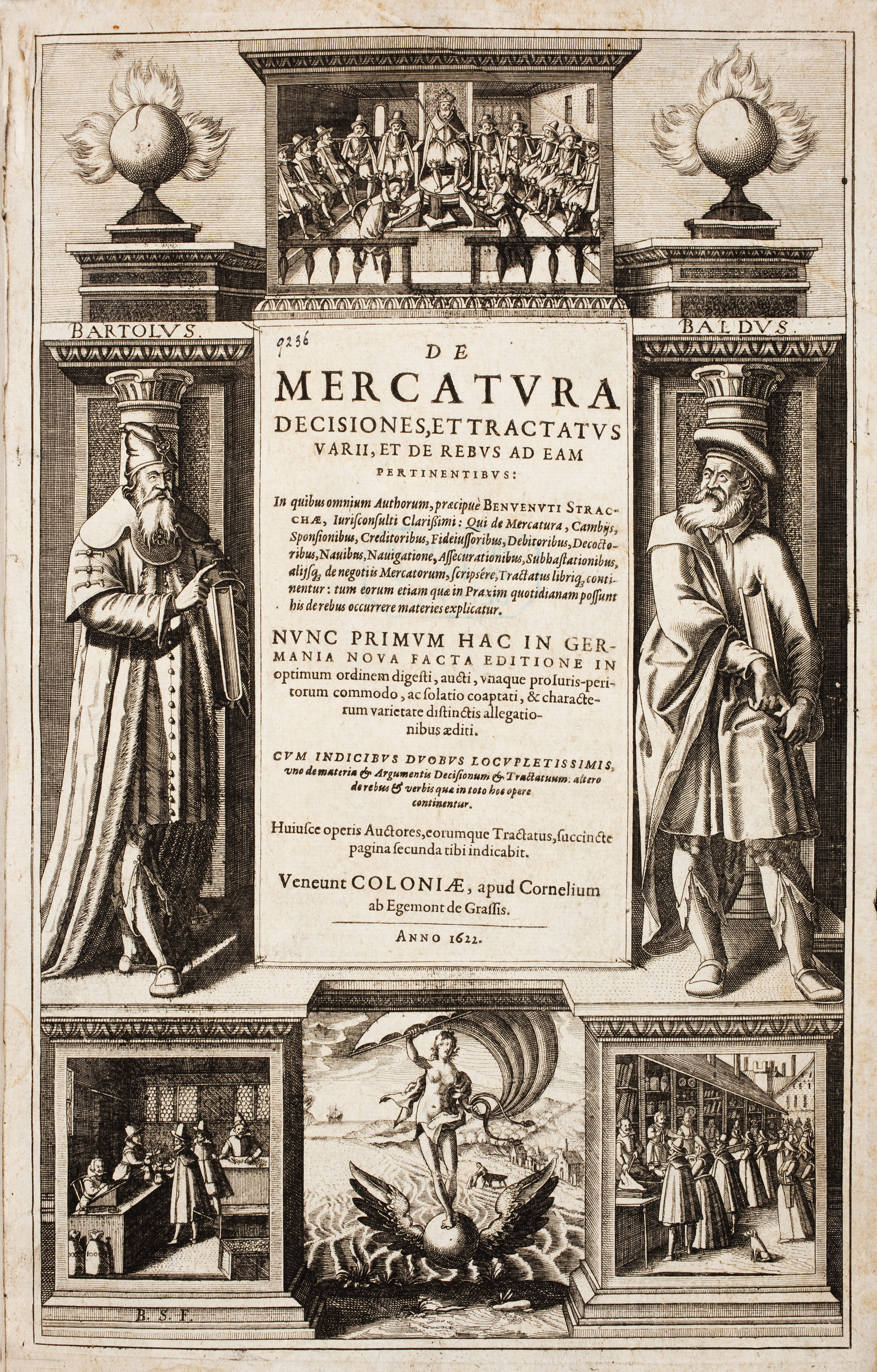
Bartolo da Sassoferrato raffigurato a sinistra sul frontespizio del De mercatura decisiones di Benvenuto Stracca, 1671

L'opera di Bartolo da Sassoferrato fu amplissima. Ben lungi dall'essere questo un elenco completo, per il diritto penale ricordiamo soprattutto il De quaestionibus; per quello canonico il De minoritis; per il pubblico, il De regimine civitatis, il De tyranno, il De statutis; per il privato, il De successione e il De praescriptionibus; per il processuale, il De iurisdictione, il De arbitris, il De natura actionis, il De citatione.
Tractatus represaliarum
Il Tractatus represaliarum assume un particolarissimo rilievo in quanto testo fondante del moderno diritto internazionale privato.
Sulla datazione dell'opera i filologi avanzano dubbi. In altri testi, Bartolo cita spesso il Tractatus represaliarum come opera già compiuta; il che lascia dubitare della data di compilazione definitiva (1354), se paragonata a quella della morte di Bartolo (1357).
C'è una forte soluzione di continuità fra le tesi sostenute nel testo e la dottrina - di Baldo, per esempio, ma anche bartoliana - contemporanea e successiva. Il giurista di Sassoferrato cerca in quest'opera appigli di carattere filosofico e teologico per fondare su basi giuridiche la materia della rappresaglia, ma l'impresa risulta ardua, anche e soprattutto per il clima di straordinaria incertezza politica e militare del tempo. A differenza di altre opere precedenti, che si caratterizzano per l'innovatività dell'elaborazione giuridica e dottrinale, questo testo sembra un tentativo di riorganizzazione e di razionalizzazione di teorie già espresse in decine di commentari precedenti.
Per Bartolo, la disciplina del diritto di rappresaglia si articola in dieci quæstiones: 
- liceità della rappresaglie
- cause giustificative
- aspetto giurisdizionale
- modalità di concessione
- legittimazione attiva
- legittimazione passiva
- estensione della rivalsa alle proprietà del reo
- tempi
- modi
- possibili rimedi.

La complessità del testo - arricchito da riflessioni su cittadinanza, studio, tutela giuridica degli organi diplomatici e di quelli religiosi - fa del Tractatus represaliarum un elemento assolutamente fondamentale per comprendere l'evoluzione del diritto internazionale privato nella storia.

### Edizioni
- (LA) Consilia, quaestiones et tractatus, Lyon, Thomas Berthelier, 1547.

### Manoscritti
- Tractatus de insigniis et armis, El Escorial, Real Biblioteca del Monasterio de San Lorenzo de El Escorial, Manuscritos latinos,  ff. 84v-98r.
- Tractatus minoritarum, XV secolo, Milano, Biblioteca Trivulziana, Nuove Acquisizioni, ms. 10,  f. 247v.
- Tractatus de successionibus ab intestato, XV secolo, Città del Vaticano, Biblioteca Apostolica Vaticana, Fondo Ottoboniano latino, Ottob. lat. 1598,  f. 18.
- Tractatus de testibus, XV secolo, Basel, Universitätsbibliothek, Handschriften, C.III.13,  ff. 124r-145v.
- Summaria Digestorum Bartoli, XV secolo, Greifswald, Bibliothek des Geistlichen Ministeriums, Handschriften, Ms 10.B.V,  ff. 7-153.
- Lectura Digesti veteris, pars I, XV secolo, Città del Vaticano, Biblioteca Apostolica Vaticana, Fondo Vaticano latino, Vat. lat. 2594,  ff. 1-242.
- Lectura Trium librorum, XV secolo, Madrid, Biblioteca Nacional de España, Manuscritos, MS 17 (antea D.3),  ff. 165ra-215vb.
- Lectura Codicis, pars I, XV secolo, Kraków, Biblioteka Jagiellońska, Rękopisy, Ms. 339,  ff. 1-170v.
- Commentarius ad extravagantem Henrici VII imperatoris Ad reprimendum, 1470, Coburg, Landesbibliothek Coburg, Handschriften, Cas. 12,  ff. 110r-124v.
- Consilia, 1392, Città del Vaticano, Biblioteca Apostolica Vaticana, Fondo Vaticano latino, Vat. lat. 2290.

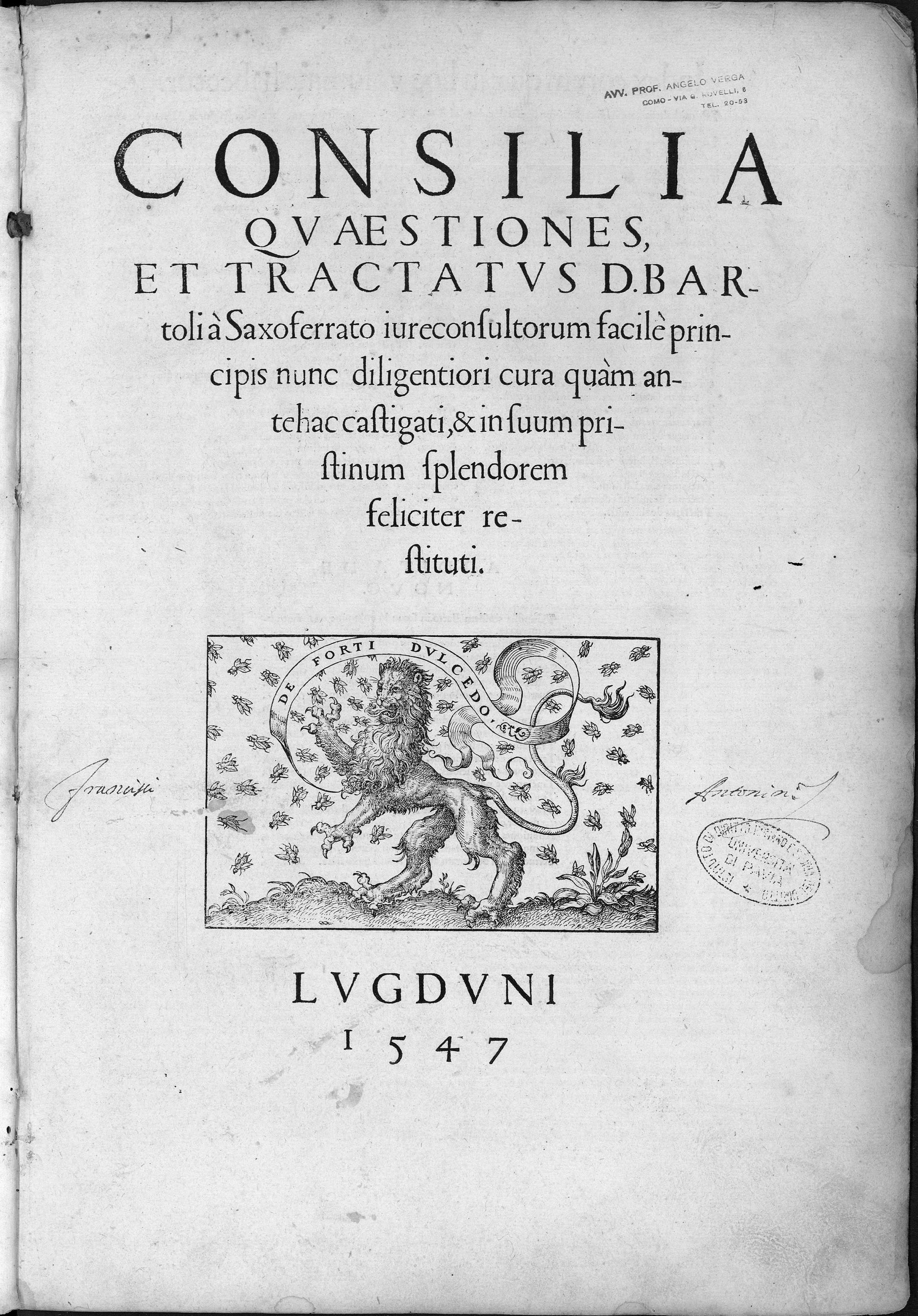
Consilia, quaestiones et tractatus, 1547